# حركة الديمقراطية والتقدم (النيجر)
الحركة من أجل الديمقراطية والتقدم هو حزب سياسي في النيجر .

## التاريخ
تأسست الحركة في عام 1992. في الانتخابات البرلمانية لعام 1993 ، حصل على 0.5 ٪ من الأصوات ، وفشل في الفوز بمقعد في جمعية النيجر الوطنية . كما فشلت في الفوز بمقعد في انتخابات عام 1995 ، لكنها فازت بمقعد واحد في انتخابات عام 1996 ، التي قاطعتها أحزاب المعارضة الرئيسية. وتم بعد ذلك تعيين زعيم الحزب ماي مانغا بوكار وزيرا للمناجم والصناعة.
خاض الحزب انتخابات 1999 البرلمانية بالتحالف مع حزب الاشتراكية والديمقراطية في النيجر ، لكنه فشل في الفوز بمقعد. 